# Myriam Anissimov
Pour les articles homonymes, voir Anissimov.
Myriam Anissimov, née en 1943 à Sierre dans le Valais en Suisse, est d'abord comédienne et chanteuse française avant de devenir journaliste et écrivaine de renom.

## Biographie
Myriam Anissimov est fille de parents juifs polonais réfugiés en Suisse à la suite des rafles qui les menaçaient à Lyon où ils étaient établis. Après des études de photographie à Lyon, Myriam Anissimov rencontre Marcel Maréchal, qui la fait travailler au Théâtre du Cothurne, avant qu’elle ne continue comme actrice à Paris à partir de 1966.

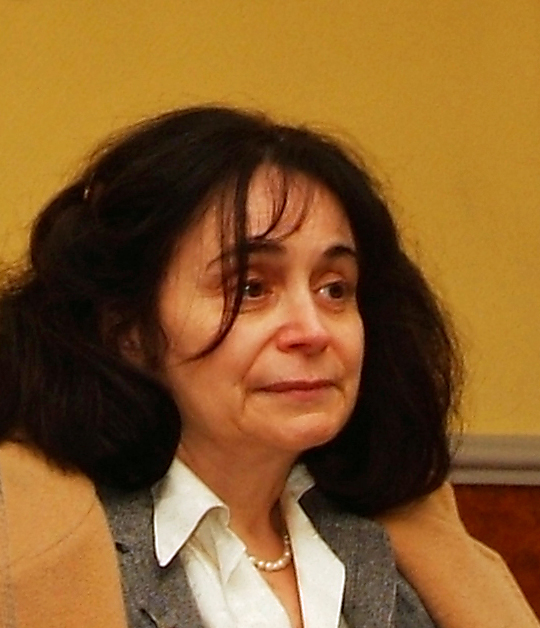
Myriam Anissimov au Festival international de géographie en 2005.

En 1969, elle enregistre des poèmes d’Albertine Sarrazin écrits en prison pour lesquels elle reçoit le grand prix du disque de l'Académie Charles-Cros. Elle sort ensuite un disque avec un texte de Patrick Modiano mais ne poursuit pas sa carrière de chanteuse.
Parallèlement à sa carrière d'écrivain commencée par un premier livre, Comment va Rachel ?, Myriam Anissimov devient journaliste. Elle publie notamment dans Géo et dans Le Monde de la musique et participe à la création du journal Actuel. Elle collabore à la rubrique littéraire de Libération, du Matin de Paris, de F Magazine, de Elle, du Nouvel Observateur, de L'Arche et des Inrockuptibles.
Elle collabore à la Fondation des survivants de la Shoah de Steven Spielberg, et préfacé l'édition française de Suite française d'Irène Némirovsky (Denoël, 2004).

## Discographie
- Albertine Sarrazin : chansons et poèmes interprétés par Myriam Anissimov, (dont deux chansons mises en musique par Gaby Verlor : Dormir, et Nous n'avons pas su en mourir) Polydor 658120, 1969
- Bien après minuit / le juge était parti manger, Polydor Ca-541510, 1969

## Œuvre littéraire
Romans
- Comment va Rachel, Denoël, 1973.
- Le Resquise, Denoël, 1975.
- Rue de nuit, Julliard, 1977.
- L'Homme rouge des Tuileries, Julliard, 1979.
- Le Marida, Julliard, 1982 ; rééd. « coll. Points », 2000.
- Le Bal des puces, Julliard, 1985  (ISBN 978-2-26000396-0)
- La Soie et les Cendres, Payot, 1989 ; édition pour la scène Gallimard, 1991.
- Dans la plus stricte intimité, Éditions de l'Olivier, 1992  (ISBN 9782879290348) ; rééd. « coll. Points », 1998.
- Sa majesté la mort, Seuil, 1999  (ISBN 978-2-02031548-7) – Prix Jean-Freustié 2000[1]
- Vie et Mort de Samuel Rozowski, Denoël, 2007  (ISBN 978-2-20725684-8)
- Jours nocturnes, Seuil, 2014.
- Les Yeux bordés de reconnaissance, Seuil, 2017.

Oublie-moi cinq minutes, Seuil, 2021
Romans pour la jeunesse
- Les Aventures de Proprette et Schmoutziker, Mouche de Poche, L'École des loisirs, 1993.
- Schmoutziker gagne le gros lot, L'École des loisirs, 1994.

Biographies
- Primo Levi ou la Tragédie d’un optimiste, éditions Jean-Claude Lattès, 1996 ; rééd. Le Livre de poche, 1998  (ISBN 978-2253145158) – prix WIZO
- Romain Gary, le caméléon, Julliard, 2004  (ISBN 2-07041361-6) ; rééd. en poche, 2006
- Romain Gary, l'enchanteur, Éditions Textuel, 2010  (ISBN 978-2-84597-393-0)
- Vassili Grossman : Un écrivain de combat, Le Seuil, 2012  (ISBN 978-2-02-097839-2)
- Daniel Barenboïm - De la musique avant toute chose, Taillandier, 2019  (ISBN 979-1-02-102231-7)

Préface
- Irène Némirovsky, Suite française, préface de Myriam Anissimov, Denoël.  2004.

## Prix et distinctions
Myriam Anissimov a reçu quatre bourses du Centre national des lettres, qui lui a accordé une année sabbatique en 1995.
Elle a reçu le prix Anaïs-Ségalas de l'Académie française en 1983 pour La Marida, le prix Jean-Freustié en 2000 pour son roman Sa majesté la mort, ainsi que le prix Roland de Jouvenel de l'Académie Française en 2018 pour son roman Les Yeux bordés de reconnaissance.
Elle est chevalier dans l'ordre des Arts et des Lettres depuis 1992.